# Lionel Trains: On Track
Lionel Trains: On Track este un joc video disponibil doar pe Nintendo DS care a fost lansat la 6 decembrie 2006. Stilul de joc este foarte similar cu seria de jocuri pentru PC Sid Meier's Railroad Tycoon. În acest joc, jucătorul este șeful unei căi ferate nemenționate și obiectivul său este de a conecta diferite orașe între ele, folosind fondurile inițiale și cele câștigate între timp. Există câteva variante de gameplay, cu diferite obiective.